# Championnat de Tchécoslovaquie de football 1985-1986
Navigation
Saison précédente Saison suivante
La saison 1985-1986 du Championnat de Tchécoslovaquie de football est la 60e édition du championnat de première division en Tchécoslovaquie. Les seize meilleurs clubs du pays se retrouvent au sein d'une poule unique, la First League, où les formations s'affrontent deux fois, à domicile et à l'extérieur. À l'issue du championnat, les deux derniers du classement sont relégués et remplacés par les deux meilleurs clubs de II. Liga, la deuxième division tchécoslovaque.
C'est le club du TJ Vitkovice qui termine en tête du classement du championnat, avec trois points d'avance sur le tenant du titre, l'AC Sparta Prague. Le Dukla Prague et le SK Sigma Olomouc terminent à égalité à la 3e place, à six points de Vitkovice. C'est le tout premier titre de champion de Tchécoslovaquie de l'histoire du club.

## Les 16 clubs participants
| - Dukla Prague - TJ Vitkovice - Tatran Presov - DAC Dunajska Streda - Promu de II. Liga - FC Bohemians Prague - ZVL Zilina - SK Dynamo České Budějovice - Promu de II. Liga - FK Inter Bratislava | - Dukla Banska Bystrica - FC Banik Ostrava - RH Cheb - Lokomotiva Kosice - SK Sigma Olomouc - SK Slavia Prague - Spartak Trnava - AC Sparta Prague |

## Compétition

### Classement
Le barème utilisé pour établir le classement est le suivant :
- Victoire : 2 points
- Match nul : 1 point
- Défaite : 0 point

| Rang | Équipe                         | Pts | J  | G  | N  | P  | Bp | Bc | Diff |
| ---- | ------------------------------ | --- | -- | -- | -- | -- | -- | -- | ---- |
| 1    | FC Vítkovice                   | 40  | 30 | 14 | 12 | 4  | 48 | 32 | +16  |
| 2    | AC Sparta Prague (T)           | 37  | 30 | 15 | 7  | 8  | 75 | 30 | +45  |
| 3    | Dukla Prague                   | 34  | 30 | 13 | 8  | 9  | 60 | 34 | +26  |
| 4    | SK Sigma Olomouc               | 34  | 30 | 12 | 10 | 8  | 55 | 40 | +15  |
| 5    | FC Bohemians Prague            | 34  | 30 | 12 | 10 | 8  | 52 | 37 | +15  |
| 6    | SK Slavia Prague               | 34  | 30 | 15 | 4  | 11 | 37 | 28 | +9   |
| 7    | RH Cheb                        | 31  | 30 | 14 | 3  | 13 | 49 | 48 | +1   |
| 8    | FC Baník Ostrava               | 30  | 30 | 11 | 8  | 11 | 41 | 34 | +7   |
| 9    | FK Dukla Banská Bystrica       | 28  | 30 | 9  | 10 | 11 | 34 | 45 | -11  |
| 10   | FC Spartak Trnava (C)          | 27  | 30 | 9  | 9  | 12 | 25 | 32 | -7   |
| 11   | DAC Dunajská Streda (P)        | 27  | 30 | 9  | 9  | 12 | 27 | 43 | -16  |
| 12   | Tatran Prešov                  | 26  | 30 | 11 | 4  | 15 | 26 | 45 | -19  |
| 13   | ZVL Zilina                     | 26  | 30 | 9  | 8  | 13 | 30 | 50 | -20  |
| 14   | SK Dynamo České Budějovice (P) | 25  | 30 | 7  | 11 | 12 | 31 | 46 | -15  |
| 15   | FC Lokomotíva Košice           | 24  | 30 | 8  | 8  | 14 | 29 | 45 | -16  |
| 16   | FK Inter Bratislava            | 23  | 30 | 9  | 5  | 16 | 24 | 54 | -30  |

|  | Qualification pour la Coupe d'Europe des clubs champions 1986-1987                                |
|  | Qualification pour la Coupe des Coupes 1986-1987                                                  |
|  | Qualification pour la Coupe UEFA 1986-1987                                                        |
|  | Relégation en II. Liga                                                                            |
|  | (T) Tenant du titre (C) Vainqueur de la Coupe du Tchécoslovaquie (P) : Promu de deuxième division |

## Bilan de la saison
| Championnat de Tchécoslovaquie de football 1985-1986 |                          |
| Champion                                             | TJ Vitkovice (1er titre) |
| Coupes et trophées                                   |                          |
| Vainqueur de la Coupe de Tchécoslovaquie 1985-1986   | FC Spartak Trnava        |
| Qualifications continentales                         |                          |
| Coupe d'Europe des clubs champions 1986-1987         | TJ Vitkovice             |
| Coupe des Coupes 1986-1987                           | FC Spartak Trnava        |
| Coupe UEFA 1986-1987                                 | AC Sparta Prague         |
| Coupe UEFA 1986-1987                                 | Dukla Prague             |
| Promotions et relégations                            |                          |
| Promus en I. Liga                                    | Skoda Plzen              |
| Promus en I. Liga                                    | Plastika Nitra           |
| Relégués en II. Liga                                 | FK Inter Bratislava      |
| Relégués en II. Liga                                 | FC Lokomotiva Kosice     |